# Escoles changemaker
Les Escoles changemaker són centres educatius que busquen un nou model d'aprenentatge en el qual es desenvolupi l'empatia, el treball en equip, el lideratge i el voler millorar l'entorn. Pretenen poder aprofitar tot el potencial de tots els infants transformant-los en agents de canvi.

## Definició
Les Escoles Changemaker (agent de canvi) creuen en una Educació diferent i tenen l'objectiu de transformar els alumnes en agents de canvi social. El que fan aquests centres educatius és no fixar-se només en el contingut, sinó també en educar als alumnes en habilitats com l'Empatia, el Treball en equip, el Lideratge i la resolució dels problemes. Aquestes Escoles compten amb el suport d'Ashoka, una fundació de més de 3.000 emprenedors de 100 països diferents els quals comparteixen el mateix objectiu que es transformar el món perquè sigui un lloc millor per a tothom.
Les Escoles que són identificades per la fundació Ashoka com a Escoles changemaker són centres que tenen projectes i mètodes educatius diferents i genuïns.
La fundació fa un procés de selecció de centres. La tria està en funció de la visió centrada en la persona, la transmissió de l'aprenentatge actiu implicant les famílies i la comunitat, la seva capacitat d'innovació i influència.

## Història
L'any 1980 als Estats Units, Bill Drayton va crear la fundació Ashoka, una fundació que te com a objectiu trobar emprenedors socials que treballen sobre algun problema social urgent i la fundació li proporciona ajuda per poder solucionar-los.
L'any 1986 ashoka va seleccionar els primers emprenedors socials a Bangladesh i Nepal i l'any 1987 a Brasil i Mèxic, es van anar afegint països d'Àsia, Àfrica, Amèrica llatina i Europa central, de manera que l'any 1988 ja tenia 100 emprenedors en 4 països. Aquesta fundació, s'ha anat ampliant cada cop més, actualment després de quasi 40 anys d'experiència aquesta compta amb més de 3500 emprenedors de més de 95 països.

## Objectius
Les Escoles changemaker tenen dos objectius fonamentals. El principal es canviar el discurs sobre Educació i el que fan per poder-lo aconseguir es replantejar la manera d'aprendre dels alumnes.
L'altre l'objectiu es formar els seus alumnes perquè siguin millors persones, per poder crear un món millor, és a dir, que no només és important ampliar els coneixements i treure les millors notes, sinó que també és molt important que els alumnes siguin millors ciutadans i ciutadanes. És per això que es treballen valors com l'ampetia, el Treball en equip, el Lideratge i la iniciativa. Llavors d'aquesta manera Escola i el món puguin tenir un millor nivell de convivència.

## Que suposa ser una escola changemaker
Ser una Escola changemaker suposa passar a formar part d'una comunitat de escoles innovadores amb la oportunitat de compartir coneixements i experiencias. També contactaran amb emprenedors Socials importants d'Ashoka, per explorar la implementació de nous programas i mètodes. Formaran part d'una xarxa d'agents de canvi de diferents sectors per afrontar els problemes que existeixen en el moment d'innovar. Participaran a esdeveniments i reunions internacionals, i han de fomentar la idea de transformació a l'Escola.